# Санчжи
29°24′07″ пн. ш. 110°09′31″ сх. д. / 29.40199° пн. ш. 110.15868° сх. д.
Санчжи (кит. 桑植县, пін. Sāngzhí Xiàn) — один із повітів КНР у складі префектури Чжанцзяцзе, провінція Хунань. Адміністративний центр — містечко Ліюань.

## Географія
Санчжи у середньому розташовується на висоті близько 300 метрів над рівнем моря на заході префектури.

### Клімат
Повіт знаходиться у зоні, котра характеризується вологим субтропічним кліматом. Найтепліший місяць — липень із середньою температурою 26,9 °C. Найхолодніший місяць — січень, із середньою температурою 4,9 °С.
| Клімат повіту Санчжи                               | Клімат повіту Санчжи | Клімат повіту Санчжи | Клімат повіту Санчжи | Клімат повіту Санчжи | Клімат повіту Санчжи | Клімат повіту Санчжи | Клімат повіту Санчжи | Клімат повіту Санчжи | Клімат повіту Санчжи | Клімат повіту Санчжи | Клімат повіту Санчжи | Клімат повіту Санчжи | Клімат повіту Санчжи |
| Показник                                           | Січ.                 | Лют.                 | Бер.                 | Квіт.                | Трав.                | Черв.                | Лип.                 | Серп.                | Вер.                 | Жовт.                | Лист.                | Груд.                | Рік                  |
| Середній максимум, °C                              | 8,7                  | 11,4                 | 16,3                 | 22,5                 | 26,4                 | 29,8                 | 32,2                 | 32,5                 | 28,2                 | 22,2                 | 16,9                 | 11,2                 | 21,5                 |
| Середня температура, °C                            | 4,9                  | 7,2                  | 11,3                 | 16,8                 | 21                   | 24,4                 | 26,9                 | 26,8                 | 22,8                 | 17,2                 | 12                   | 7                    | 16,5                 |
| Середній мінімум, °C                               | 2,3                  | 4,2                  | 7,7                  | 12,8                 | 17,2                 | 20,9                 | 23,2                 | 22,9                 | 19,2                 | 14,1                 | 8,9                  | 4                    | 13,1                 |
| Норма опадів, мм                                   | 40.8                 | 49.6                 | 73.8                 | 130.4                | 199.4                | 244.9                | 261.8                | 143.2                | 107                  | 101.5                | 64.2                 | 24.6                 | 1441.2               |
| Вологість повітря, %                               | 78                   | 76                   | 76                   | 77                   | 80                   | 82                   | 81                   | 78                   | 78                   | 81                   | 81                   | 77                   | 79                   |
| -------------------------------------------------- | -------------------- | -------------------- | -------------------- | -------------------- | -------------------- | -------------------- | -------------------- | -------------------- | -------------------- | -------------------- | -------------------- | -------------------- | -------------------- |
| Джерело: Дані метеостанції №57554 (КНР, 1991-2020) |                      |                      |                      |                      |                      |                      |                      |                      |                      |                      |                      |                      |                      |